# 혹시 내게 무슨 일이 생기면
“혹시 내게 무슨 일이 생기면”(영어: If Anything Happens I Love You→무슨 일이 있어도 너를 사랑해)은 미국의 2D 단편 애니메이션 영화이다. 윌 매코맥과 마이클 고비에이가 각본과 감독을 맡았다. 줄거리는 학교에서 일어난 총격 사건으로 사망한 딸로 인해 슬퍼하는 부모가 맞닥뜨리는 과정을 그리고 있다. 길버트 필름스와 오 굿 프로덕션에서 제작에 참여하였으며, 2020년 11월 20일 넷플릭스에 공개되었다.
영화에 대한 초기의 아이디어는 매코맥과 고비에이가 그리피스 공원에서 만났을 때부터 시작되었다. 두 사람은 이후 1년 내내 영화의 각본을 썼고, 2018년부터 제작을 시작하였다. 애니메이터 노영란이 애니메이션 감독으로 참여하였다. 네덜란드의 단편 애니메이션 영화 “아빠와 딸”에 영향을 받았으며, 총기 규제를 외치는 비영리단체 에브리타운 포 건 세이프티와 긴밀히 협력하며 2020년 2월에 제작을 끝마쳤다.
“혹시 내게 무슨 일이 생긴다면”은 2020년 3월 4일 베벌리힐스에 위치한 유나이티드 탤런트 에이전시(UTA)에서 처음으로 공개되었다. 초연에는 제이미 레먼스, 첼시 핸들러, 필 존스턴, 메리 매코맥, 러시다 존스와 총괄 제작자인 로라 던이 참여하였다. 넷플릭스에 영화가 공개된 후에는 평단으로부터 극찬을 받았으며, 제93회 아카데미상 중 아카데미 단편 애니메이션상 부문에서 수상을 거머쥐었다.

## 줄거리
10대 초반의 딸이 죽은 후 부모는 서로 떨어져 지내기 시작한다. 비록 직접 말을 하지는 않지만, 각자의 진실된 감정을 표현해주는 그림자가 대신 움직인다. 아빠는 밖으로 나가있는 동안 엄마는 딸이 사용하던 옛 침실로 들어갈까 고민하지만, 벅찬 슬픔과 비탄으로 인해 멈춰 선다.
엄마는 빨래를 하다가 자신이 딸의 셔츠를 빨았다는 것을 깨닫고 울기 시작한다. 세탁기 근처에 앉은 엄마 근처로 축구공이 떨어져 굴러가게 되고, 딸의 침실을 열게 된다. 방에는 레코드 플레이어기가 놓여있었고, 이윽고 노래 ‘1950’이 틀어졌다. 엄마는 딸의 방에 들어가기로 결심하였고, 그곳에서 후에 남편과 다시 만나게 된다. 계속해서 ’1950’이 배경 음악으로 연주되고 있는 가운데, 딸을 표현해주는 그림자가 레코드 플레이어에서 튀어나오고, 부모는 딸이 살아있을 때 일어났던 일들을 기억하기 시작한다.
축구를 하고, 10번째 생일을 축하하며, 첫 키스 경험을 함께 공유하는 등 딸이 성장하는 것을 부모는 지켜본다. 마지막 회상 장면에서 딸은 학교에 가기 위해 떠나게 된다. 부모의 그림자는 학교에서 무슨 일이 일어나게 될지 알기 때문에 딸이 건물 안으로 들어가는 것을 막아보려 하지만, 이는 기억일 뿐이기 때문에 딸을 멈추는 것을 실패한다. 학교 안에서 딸은 총기 난사 사건으로 총에 맞아 사망하게 되는데, 자신이 죽기전 부모에게 보낸 문자에는 "무슨 일이 있어도 사랑해(If anything happens I love you)"라고 적혀 있다.
부모의 그림자가 서로에게서 멀어질수록 딸의 그림자는 둘을 가깝게 모으게 하여 진짜 부모는 딸이 살아 있을 때 함께 경험하였던 좋은 추억을 보게 된다. 현재로 돌아와, 부모는 포옹을 하게 되고, 딸의 그림자는 슬픔에 잠긴 부모의 그림자 사이에서 밝은 빛이 된다.

## 개봉
“혹시 내게 무슨 일이 생기면”은 2020년 3월 4일 유나이티드 베벌리힐스에 위치해 있는 탤런트 에이전시(UTA)의 극장에서 초연하였다. 당시 시사회에는 총괄 제작을 맡았던 로라 던과 함께 제이미 레먼스, 첼시 핸들러, 필 존스턴, 메리 매코맥, 러시다 존스 등이 참여하였다. 2020년 10월 14일에는 넷플릭스가 자사의 플랫폼을 통해 영화의 배급권을 얻었으며, 이후 같은 해 11월 20일에 공개되었다.

## 반응

### 평가
리뷰 애그리게이터 웹사이트 로튼 토마토에서는 8개의 리뷰를 통해 100%의 신선도 및 평균 점수 10점 만점 중 7.5점을 기록하였다.
인디펜던트 크리틱에 글을 쓴 리처드 프로프스는 A+와 별 네 개를 주면서 영화가 전하고자 한 메시지와 애니메이션, 캐릭터를 극찬하면서 "애니메이션으로 만들어진 명작"이라고 언급하였다. 몬트클래리언의 메건 림은 "단어, 색, 세련된 일러스트레이션을 없앤 것은 어떤 대화도 이어지지 않는 고통과 공백을 극적으로 전달하게 한다"고 이야기하면서 영화에서 드러나는 단순함에 대한 부분을 호평하였다. 디사이더의 애나 멘타는 "아름답지만 처참하게 고통스러운 비극의 초상화"라고 말하였고, 이어서 솔직하고 마치 실화처럼 느껴졌다고 얘기하며 영화 관람을 추천하였다. 오마이스타에 글을 쓴 조영준은 영화가 내용적으로는 2003년에 개봉한 “엘리펀트”나 “볼링 포 콜럼바인”과 유사하다고 언급하였다. 조선일보의 손호영 기자는 "영화는 단 12분 만에 공허함과 슬픔을 경험하게 한다. 대사 한 마디 없이도 누구나 함께 울 수 있는 고통과 치유의 과정을 담았다."고 호평하였다.
틱톡에서는 영화를 본 직후의 자신의 반응을 공유하는 챌린지가 #IfAnythingHappensILoveYou라는 이름으로 이어지며 유명세를 탔다.

### 수상
2020년 10월 14일, 인디와이어는 넷플릭스가 “혹시 내게 무슨 일이 생기면”과 “할아버지의 캔버스(Canvas)”, 그리고 “경찰과 도둑(Cops and Robbers)”을 제93회 아카데미상의 단편 애니메이션상의 후보로 넣을 것이라고 밝혔다. 2021년 2월에는 96편의 단편 애니메이션 작품 중 10편의 경쟁작 목록에 넷플릭스의 작품으로는 유일하게 최종 후보에 오르게 되었다. 3월에는 아카데미에서 후보작들을 공개하였고, “혹시 내게 무슨 일이 생기면”은 “토끼굴(Burrow)”, “지니어스 로시(Genius Loci)”, “오페라(Opera)”, “예스-피플(Yes-People)”과 함께 공식 후보로 오르게 되었다. 이에 대해 인디와이어의 빌 데소위츠는 "넷플릭스의 첫 단편 애니메이션 부문 후보작으로, 수상 예측은 ‘혹시 내게 무슨 일이 생기면’이지만, 가장 예측하기 어려운 부문 중 하나다."라고 밝혔다.
| 상         | 날짜            | 부문                     | 수상자                      | 결과 | 출처          |
| ---------- | --------------- | ------------------------ | --------------------------- | ---- | ------------- |
| 아카데미상 | 2021년 4월 25일 | 최우수 단편 애니메이션상 | 윌 매코맥과 마이클 고비에이 | 수상 | [ 17 ] [ 19 ] |
| 애니상     | 2021년 4월 16일 | 편집상 – TV/미디어       | 피터 에틴저와 마이클 배브콕 | 후보 | [ 20 ] [ 21 ] |

### 내용주
1. ↑  부천국제애니메이션페스티벌에서는 해당 제목으로 상영되었다.[1]
2. ↑  이 메시지는 마저리 스톤먼 더글러스 고등학교 총기 난사 사건의 생존자와 피해자들이 사건이 일어나는 동안 부모에게 보낸 메시지와 유사한 것으로 밝혀졌다.[2][3][4]

### 참조주
1. ↑  “무슨 일이 있어도 너를 사랑해”. 부천국제애니메이션페스티벌. 2021년 5월 16일에 확인함.
2. 1 2  멘타, 애나 (2020년 11월 20일). “Netflix's 'If Anything Happens, I Love You' Is a Powerful Short That Feels Like a True Story, Even If It's Not”. 《디사이더》. 2020년 11월 20일에 원본 문서에서 보존된 문서. 2020년 11월 20일에 확인함.
3. ↑  소언, 헤일리 (2020년 11월 24일). “Is Netflix animation If Anything Happens I Love You based on a true story?”. 《탭》. 2020년 12월 1일에 원본 문서에서 보존된 문서. 2020년 12월 1일에 확인함.
4. ↑  세론, 엘라 (2018년 2월 15일). “Students Texted Their Parents Goodbye During the Florida Shooting”. 《틴 보그》. 2020년 9월 28일에 원본 문서에서 보존된 문서. 2020년 11월 20일에 확인함.
5. ↑  델로자리오, 알렉산드라 (2020년 3월 5일). “Laura Dern Voices Support for Gun Violence Victims at 'If Anything Happens I Love You' Screening”. 《할리우드 리포터》. 2020년 11월 11일에 원본 문서에서 보존된 문서. 2020년 11월 10일에 확인함.
6. ↑  사이언, 닉 (2020년 3월 5일). “Laura Dern, Rashida Jones Join Forces for Powerful Gun Control Short”. 《배니티 페어》. 2020년 11월 11일에 원본 문서에서 보존된 문서. 2020년 11월 11일에 확인함.
7. ↑  데소위츠, 빌 (2020년 10월 14일). “Oscars 2021: Netflix Reveals Three Diverse, Social Action Animated Shorts — Exclusive”. 《인디와이어》. 2020년 11월 11일에 원본 문서에서 보존된 문서. 2020년 11월 11일에 확인함.
8. ↑  랭, 케이디 (2020년 10월 31일). “Here's Everything New on Netflix in November 2020—And What's Leaving”. 《타임》. 2020년 11월 11일에 원본 문서에서 보존된 문서. 2020년 11월 11일에 확인함.
9. ↑  “If Anything Happens I Love You (2020)”. 《로튼 토마토》. 판당고 미디어. 2020년 11월 24일에 원본 문서에서 보존된 문서. 2020년 12월 9일에 확인함.
10. ↑  프로프스, 리처드. “"If Anything Happens I Love You" a Stunning Animated Short”. 《인디펜던트 크리틱》. 2020년 11월 11일에 원본 문서에서 보존된 문서. 2021년 11월 11일에 확인함.
11. ↑  림, 메건 (2020년 12월 1일). “The Simplicity Of 'If Anything Happens I Love You' Delivers a Complex Message”. 《몬트클래리언》. 2020년 12월 1일에 원본 문서에서 보존된 문서. 2020년 12월 1일에 확인함.
12. ↑  서바, 존 (2020년 11월 20일). “Stream It Or Skip It: 'If Anything Happens I Love You' on Netflix, an Animated Short About School Shootings That'll Leave You Heartbroken”. 《디사이더》. 2020년 11월 21일에 원본 문서에서 보존된 문서. 2020년 11월 21일에 확인함.
13. ↑  조영준 (2021년 3월 26일). “단 11분에 오롯이 담긴, 사고로 딸 잃은 부모의 절절함”. 《오마이스타》. 2021년 5월 16일에 확인함.
14. ↑  손호영 (2021년 4월 29일). ““엄마, 혹시 내게 무슨 일이 생기면”… 아카데미 울린 한국인의 이 작품 [왓칭]”. 《조선일보》. 2021년 5월 16일에 확인함.
15. ↑  그로바, 맷 (2021년 1월 19일). “'If Anything Happens I Love You' Directors Examine Emotional Aftermath Of A School Shooting With Animated Short That Resonates The World Over”. 《데드라인 할리우드》. 2021년 1월 19일에 원본 문서에서 보존된 문서. 2021년 1월 19일에 확인함.
16. ↑  “Netflix short 'If Anything Happens I Love You' gets its own TikTok challenge (VIDEO)”. 《말레이 메일》. 2020년 11월 28일. 2020년 12월 22일에 원본 문서에서 보존된 문서. 2020년 12월 22일에 확인함.
17. 1 2  “The full list of 2021 Oscar nominations”. 《가디언》. 2021년 3월 15일. 2021년 3월 15일에 원본 문서에서 보존된 문서. 2021년 3월 15일에 확인함.
18. ↑  데소위츠, 빌 (2021년 3월 15일). “After the Oscar Noms, Mighty 'Mank' Faces Competition in the Craft Races|”. 《인디와이어》. 2021년 3월 15일에 원본 문서에서 보존된 문서. 2021년 3월 15일에 확인함.
19. ↑  피더슨, 에릭 (2021년 4월 25일). “Oscar Winner: 'If Anything Happens I Love You' For Animated Short Film”. 《데드라인 할리우드》. 2021년 4월 26일에 원본 문서에서 보존된 문서. 2021년 4월 26일에 확인함.
20. ↑  플로러스, 테리 (2021년 3월 3일). “2021 Annie Award Nominations: 'Soul,' 'Wolfwalkers' and Netflix Lead”. 《버라이어티》. 2021년 3월 4일에 원본 문서에서 보존된 문서. 2021년 3월 4일에 확인함.
21. ↑  자디나, 캐럴린 (2021년 4월 16일). “'Soul,' 'Wolfwalkers' Wins Annie Awards in Features”. 《할리우드 리포터》. 2021년 4월 17일에 원본 문서에서 보존된 문서. 2021년 4월 17일에 확인함.